# Bitwa pod Książem
Bitwa pod Książem – starcie zbrojne, które miało miejsce 29 kwietnia 1848 roku podczas powstania wielkopolskiego.
Major Florian Dąbrowski dowodzący oddziałem liczącym ponad 1 500 żołnierzy (500 kosynierów, 125 strzelców, 120 jazdy oraz 800 ludzi pospolitego ruszenia powołanego z okolicznych wsi) otrzymał w Książu rozkaz od Mierosławskiego, by bronić miasta. W tym celu Dąbrowski nakazał zabarykadowanie drogi prowadzącej do rynku. Ponieważ wojska pruskie nie nadchodziły, a stojącym w Książu oddziałom zaczęło brakować żywności, Dąbrowski rozpuścił pospolite ruszenie do domów. Wojska pruskie w sile 6 000 żołnierzy i 7 dział przybyły 29 kwietnia. Dowodził nimi pułkownik Heinrich Brandt.
Pruska piechota trzy razy szła do natarcia na Książ i za każdym razem została odparta. Czwarty atak okazał się jednak skuteczny i Prusacy wdarli się na rynek. Ponieważ dowodzący Polakami Dąbrowski został śmiertelnie ranny, a wezwany na pomoc pułkownik Józef Bonawentura Garczyński nie przybył, powstańcy złożyli broń. Podczas jej składania z dołu padł strzał. Prusacy wpadli w szał i zaczęli strzelać do żołnierzy.